# Amsterdamente
Die Amsterdamente (Mareca marecula, Syn.: Anas marecula) ist ein ausgestorbener Entenvogel, der zu den Schwimmenten gerechnet wird. Er kam nach heutigen Erkenntnissen nachweislich auf der Amsterdam-Insel im Indischen Ozean südöstlich von Afrika vor. Besiedelt wurde jedoch möglicherweise auch die benachbarte Sankt-Paul-Insel. Es gibt Indizien, dass die Ente erst in der Neuzeit ausstarb.

## Verbreitungsgebiet
Sowohl die Amsterdam-Insel als auch die Sankt-Paul-Insel weisen heute nur eine Population an Kerguelenenten auf, die dort jedoch ausgewildert wurden.

## Geschichte
Die Amsterdamente ist wissenschaftlich im Jahre 1996 anhand von Knochenfunden beschrieben worden. Die Knochen gelten als maximal einige wenige hundert Jahre alt. Auf Grund des Knochenbefundes gilt sie als flugunfähig. Es liegt außerdem der Bericht des Entdeckers John Barrow vom 2. Februar 1793 vor, der für die Sankt-Paul-Insel eine kleine braune Ente beschreibt, die nicht viel größer als eine Drossel sei. Er bezeichnet sie als die präferierte Nahrung von fünf Seehundjägern, die auf dieser Insel lebten. Trifft die Vermutung zu, dass es sich dabei um die Amsterdamente handelte, dann ist die Amsterdamente erst in der Neuzeit ausgestorben. Es ist jedoch genauso denkbar, dass es sich bei den auf der Sankt-Paul-Insel beobachteten Enten um eine andere, mittlerweile gleichfalls ausgestorbene Entenart handelt.

## Belege